# Triade (Pädagogik)
Triade oder Trias (von altgriechisch τριάς triás „Dreiheit“, Plural τριάδες triádes) bezeichnet  in der Erziehungswissenschaft und ihrem Teilbereich Didaktik das dynamische Beziehungsgefüge von drei eng miteinander verflochtenen und sich gegenseitig beeinflussenden Komponenten. Sie bilden eine Grundlage für das Verständnis und die Ausrichtung von Lehren und Lernen.

## Begriffsherkunft
Der Begriff „Triade“ stammt ursprünglich aus der antiken griechischen Philosophie und beschrieb dort eine Gruppe von drei aufeinander bezogenen Elementen, auch Göttern, die zusammen eine Einheit bilden. Die Triade kennzeichnete sich durch die Interdependenzen des Dreiergefüges und deren dynamischen Charakter.  Schon bei Aristoteles findet sich darüber hinaus die kosmische Vorstellung der Dreiheit als Maß des Vollkommenen mit der Begründung „weil nämlich die Drei dem Alles entspricht und ‚dreimal’ soviel bedeutet wie ‚gänzlich’“. Daher ist von allen geometrischen Größen nur der Körper vollkommen, da nur er dreidimensional („durch die Dreizahl bestimmt“) ist". Diese Sicht der Dreiheit wurde seit den philanthropischen Schulgründungen im 18. Jahrhundert, verstärkt in der Ganzheitspädagogik des 20. Jahrhunderts, wieder aufgegriffen und fand auch speziell in der Didaktik seit der Mitte des Jahrhunderts ihren Niederschlag, etwa in dem triangulären Modellbild des Didaktischen Dreiecks.

## Die Triade als familiäre Erziehungskonstellation
Als beschreibendes Modell für ein dynamisches Beziehungsgefüge, in dem sich die Regeln und Rollen stetig miteinander verändern und entwickeln, zeigt sich das triadische Denkmuster am frühesten in der Erziehungskonstellation der Familie, die sich als sogenannte Kernfamilie  aus der Trias Vater-Mutter-Kind konstituiert. Der Psychoanalytiker Daniel Stern beschreibt diese Urfamilie als primäre Einheit des kindlichen Lernens und der  kindlichen Entwicklung.
Der Dichter und Denker Johann Wolfgang von Goethe  sagt über seine eigene, für ihn charakteristische Mitgift aus der Urfamilie in den „Zahmen Xenien“: „Vom Vater hab ich die Statur,/Des Lebens ernstes Führen,/Vom Mütterchen die Frohnatur/Und Lust zu fabulieren.“ In der Realität einer nicht traditionell erstarrten Lebensgemeinschaft bildet dieses meist dynamische, nicht konfliktlose Beziehungsgefüge eine Triade, in der die drei Komponenten sich gegenseitig beeinflussen. Die Triade war in der Vergangenheit in Europa und ist in verschiedenen Kulturen bis heute mit einer strengen Rollenverteilung in der Erziehung verbunden. Noch bis in unsere Zeit gilt die bipolare „vaterlose Familie“, wie sie sich zur Zeit des Zweiten Weltkriegs zahlreich ergab und die Situation einer(s) „Alleinerziehenden“, wie sie in der jetzigen Gesellschaft oft präsent ist, als eine unvollkommene, häufig als defizitär angesehene Erziehungsformation, in der ein wesentliches, nämlich das dritte Element der tradierten Rollenverteilung der Familie und damit der kompletten Erziehungsgemeinschaft, fehlt.

## Die Triade als Ganzheitspädagogik
Nachdem die Pädagogik seit Platons Erziehungsvorstellungen jahrhundertelang weitestgehend im Dualismusdenken fixiert war, gelang mit dem Erwachen einer kindgemäßen Schulausbildung der Philanthropen im 18. Jahrhundert und vor allem mit dem Schweizer Pädagogen und Sozialreformer Johann Heinrich Pestalozzi der Durchbruch zu einer ganzheitlichen Erziehung des Kindes. Mit seiner 1801 veröffentlichten Idee einer „Elementarbildung“, die er in seinen Erziehungsstätten bereits seit mehreren Jahren praktiziert hatte, propagierte er ein Lernen mit „Kopf, Herz und Hand“. Er verstand darunter ein Zusammenführen der intellektuellen, sittlich-religiösen und handwerklichen Fähigkeiten des Kindes. Mit seiner Betonung der Ganzheit des Kindes beim Lernen nahm er bereits das Konzept der späteren  Ganzheitspädagogik vorweg, die darunter ein Lernen über den Verstand, den Körper und die Gefühlsebene begriff. Der philosophisch schon von Aristoteles vorgedachte Trialismus wurde zu einem Symbol der Ganzheitlichkeit, die dem lernenden Kind besser gerecht werden sollte. Es galt, ein triadisches Netzwerk zu bilden, in dem sich ein kindgemäßer Erziehungsansatz realisieren ließ.

## Die Triade als didaktisches Strukturmodell
In der klassischen Unterrichtslehre erscheint die Triade im sogenannten Didaktischen Dreieck, einem Strukturmodell, das die Funktionen der drei jedes organisierte Unterrichtsgeschehen bestimmenden Komponenten „Lehrer–Schüler–Lerngegenstand“ veranschaulicht. Die drei Eckpunkte der Triade stehen, eingebettet in ihr jeweiliges soziokulturelles Umfeld,  in einem  Interdependenz-Verhältnis zueinander.
Dieses seit der Berliner Schule von Paul Heimann (1901–1967) und seinen Schülern Gunter Otto und Wolfgang Schulz stetig weiter entwickelte Strukturmodell gehört heute zum Standardrepertoire bei der Veranschaulichung der unterschiedlichen Unterrichtsformen und Lernweisen in der Didaktik und zum Grundwissen der wissenschaftlichen Lehrerausbildung.